# مجلس الدولة (تركيا)
مجلس الدولة (بالتركية: Danıştay)‏ هي أعلى محكمة إدارية في تركيا ومقرها في أنقرة. وينص دستور تركيا على دورها ومهامها في المواد المتعلقة بالمحاكم العليا.

 وفقا للمادة 155 من الدستور التركي (1982) ، 
 "إن مجلس الدولة هو آخر درجة لمراجعة القرارات والأحكام الصادرة عن المحاكم الإدارية والتي لا يحيلها القانون إلى محاكم إدارية أخرى. كما يجب أن يكون الأول والأخير في التعامل مع حالات معينة ينص عليها القانون.

 يقوم مجلس الدولة بالنظر في القضايا الإدارية وإبداء رأيه في غضون شهرين على مشروع التشريع والشروط والعقود التي تمنح بموجبها الامتيازات المتعلقة بالخدمات العامة التي يقدمها رئيس مجلس الوزراء ومجلس الوزراء، ودراسة مشروعات اللوائح. وتسوية المنازعات الإدارية وأداء الواجبات الأخرى التي ينص عليها القانون. يعين المجلس الأعلى للقضاة والمدعين العامين ثلاثة أرباع أعضاء مجلس الدولة من بين الفئة الأولى من القضاة الإداريين والمدعين العامين، أو من يعتبرون من هذه المهنة ؛ والربع الباقي من قبل رئيس الجمهورية من بين المسؤولين المستوفين للشروط التي يحددها القانون ". 
 يوجد حاليًا داخل مجلس الدولة التركي 15 قسم، منهم 14 قسمًا قضائيًا وواحدًا قسم استشاري. يوجد في كل قسم 5 أعضاء على الأقل بمن فيهم رئيس القسم. يتم إصدار الأحكام بالأغلبية المطلقة.
تتكون الهيئة العامة لمجلس الدولة من 156 عضوا (الرئيس والمحامي العام والرؤساء المنتخبين ورئيس الشعب والأعضاء).

## روابط خارجية
- الموقع الرسمي باللغة التركية